# Frank Robbins
Frank Robbins, född 9 september 1917, död 29 november 1994, var en amerikansk serieskapare och konstnär. Han är upphovsman till serien Johnny Hazard som han tecknade och skrev 1944–1977. Han har även tecknat och skrivit serier åt DC Comics och Marvel Comics. Efter seriekarriären flyttade han till Mexiko där han målade tavlor.

## Bakgrund
Robbins föddes i Boston, Massachusetts, och växte upp i ett splittrat och fattigt hem, med en ensam mor eftersom de äldre syskonen redan lämnat hemmet. Han visade tidigt konstnärliga anlag, uppmuntrades av sin mor att teckna.
Redan som sjuåring gick han sin första teckningskurs i grannskapet, och vid nio gick han konstundervisning vid Boston Museum of Fine Arts, som stipendiat. Museet blev därefter ett andra hem när modern arbetade.
I början av 30-talet flyttade familjen till New York, där Robbins arbetade som springpojke och samtidigt studerade vid en Commercial High School.
Han hoppade dock av skolan och började jobba på reklambyrå, och andra kortare jobb. Det slumpade sig så att han träffade väggmålaren Edward Trumbull, och genom hans kontakter fick måla porträtten av arkitekter och andra medverkande till bygget av Radio City.
Det i sin tur ledde till att han genom kontakter i familjen Rockefeller fick ett stipendium att studera vid National Academy of Design.
Vid sjutton års ålder gjorde Robbins illustrationer och filmaffischer år RKO Radio Pictures, och vid arton fick han Thomas B Clarke-priset, som utdelades vid National Academys vernissage.

## Scorchy Smith
Associated Press anlitade Robbins 1939 för att ta över flygserien Scorchy Smith som han producerade fram till 1944.
Scorchy-seriens berömmelse härrör emellertid främst från tecknaren Noel Sickles, som under sin korta period på serien 1934–36 skapade skola inom den realistiska äventyrsserien. Robbins tog intryck av Sickles teckningsstil med mycket svart, samtidigt som han sneglade på Milton Caniffs Terry and the Pirates.
Robbins började också producera en söndagssida med Scorchy Smith.
Vid sidan om serietecknandet gjorde Robbins också illustrationer till tidskrifter som Life, Look, och Saturday Evening Post.

## Johnny Hazard
Robbins blev sedan överköpt av King Features Syndicate och fick där omedelbart skapa Johnny Hazard, från början nästintill en Scorchy-kopia.
Johnny Hazard-serien debuterade 5 juni 1944 och Robbins arbetade på den i mer än tre decennier tills den upphörde 1977. Serien var som populärast i slutet av 50-talet och gick då i c:a 180 dagstidningar.

## DC Comics
1968 började Robbins arbeta som författare för DC Comics. Hans första historia dök upp i Superman’s Girl Friend, Lois Lane #83 (maj 1968) och han blev sedan strax därefter författare till Superboy och började skriva för Batman och Detective Comics.

## Marvel Comics
Robbins flyttade sedan till Marvel Comics där han arbetade med Captain America och Ghost Rider m.fl. Hans sista nytecknade serie publicerades 1979 i The Tomb of Dracula.
Efter seriekarriären flyttade han till Mexiko där han målade tavlor.